# Raoul-Marc Jennar
Raoul Marc Jennar, né le 6 juillet 1946 à Mont-sur-Marchienne, est un essayiste belgo-français, spécialiste de politique internationale notamment en ce qui concerne l'Europe mais aussi le Cambodge. Il est docteur en science politique, diplômé des universités belges et française (docteur en études khmères, INALCO, Paris). Il fut membre et militant du Nouveau Parti anticapitaliste puis du Parti de gauche. Depuis 2015, il n'a plus aucune affiliation politique. Il se définit comme écosocialiste républicain et laïque.

## Biographie
De 1968 à 1988, il mène en Belgique une vie de professeur de français, puis de conseiller au gouvernement puis au parlement de ce pays, 
Fondateur et animateur des Amis belges d'André Malraux (1986-1989) et, à ce titre, il est présent au colloque de Cerisy-la-Salle de 1988. Il a participé à l’élaboration de l’appareil critique du Tome II des Œuvres complètes d’André Malraux dans la Bibliothèque de la  Pléiade (Gallimard, 1996).
À la suite d'une visite dans les camps de réfugiés du sud-est asiatique dans plusieurs pays de cette région, il se familiarise avec l'histoire et les enjeux politiques des pays de la péninsule indochinoise. 
De 1989 à 1999 il exerce au Cambodge des activités successivement pour des ONG, pour l'ONU, pour l'UNESCO, pour l'Union européenne. Il publie plusieurs livres sur le Cambodge.
Il a travaillé de 1999 à 2005,  comme chercheur pour l'ONG belge Oxfam Solidarité ; il s'intéresse particulièrement au dossier de l'Organisation mondiale du commerce (OMC). Il est aussi l'un des fondateurs et animateurs de « l'Unité de recherche, de formation et d'information sur la globalisation » (URFIG) dont il est l'un des chercheurs. L'URFIG a été dissoute en 2007.
Observateur aux conférences ministérielles de l’OMC à Doha (novembre 2001), Cancun (septembre 2003) et Hong Kong (décembre 2005), il est membre de la coordination du réseau altermondialiste «Notre monde n’est pas à vendre.» Orateur à Millau (2000), à la Fête de l’Humanité (2000, 2004 et 2005), au Larzac (2003) et aux Forums Sociaux Européens de Florence (2002), de Paris St-Denis (2003), de Londres (2004) et d’Athènes (2006), il participe activement au mouvement altermondialiste.
D’avril 2004 à août 2007, il publie chaque semaine des Chroniques d’Europe et de l’Autre Monde dans le Journal du Mardi, un hebdomadaire belge.
De 2005 à 2007, il est consultant pour le groupe GUE/NGL au Parlement européen et est l'auteur de plusieurs livres sur la question européenne, dont Europe, la trahison des élites, dans lequel il démontre la soumission de l'Union européenne aux intérêts des grands groupes industriels et financiers. Ce livre lui a valu le prix 2004 des Amis du Monde Diplomatique.
Il est co-auteur et signataire de «l’Appel des 200» lancé le 9 octobre 2004 pour un «non» de gauche au traité établissant une Constitution pour l’Europe. Il s'engage dans la campagne référendaire du « Non » au traité constitutionnel européen (TCE) en 2005, au cours de laquelle il participe à 132 réunions publiques.
Il s'implique activement en faveur de l'émergence d'une gauche antilibérale unie pour les élections de 2007 au travers de son action au sein des collectifs unitaires antilibéraux. Après l'échec de la tentative d'une candidature unique de la gauche du "non" au TCE, il soutient José Bové à la présidentielle de 2007. Aux législatives de 2007, il soutient des candidats de l'altermondialisme.
Depuis octobre 2007, il est consultant auprès du gouvernement du Cambodge pour les questions de frontières dont il avait fait le sujet de sa thèse de doctorat à l'INALCO. 
Expert de l'ONU auprès du tribunal chargé de juger les dirigeants Khmers rouges (2008-2012), dans le cadre du procès du directeur de S-21, il a déposé en tant que témoin-expert le 14 septembre 2009. 
Il partage son temps entre le Cambodge et la France. Il enseigne l'histoire de la politique étrangère du Cambodge à l'Institut national pour la diplomatie et les relations internationales, à Phnom Penh.
À la suite de la décision de la LCR de se dissoudre pour fonder le Nouveau Parti anticapitaliste (NPA), il a participé au processus constitutif du NPA qu'il a quitté, en 2010, lorsqu'il a eu le sentiment que le projet initial tel que pensé par Daniel Bensaïd était dénaturé. En 2012, il rejoint le Parti de Gauche qu'il quitte en 2019. Pendant cette période, son activité politique est essentiellement consacrée à des dizaines de conférences sur les dangers de la mondialisation néolibérale, sur certains traités européens et sur le contenu des accords de libre-échange dans leurs effets sur les politiques sociales et environnementales. Il a publié sur ces sujets plusieurs articles dans Le Monde diplomatique.
Après avoir inlassablement appelé à l'union des forces de gauche sur un projet commun pour "une alternative démocratique, sociale et écologique à tout ce qui s'est fait depuis le tournant de la rigueur de 1983", en 2015, Raoul Marc Jennar renonce à tout engagement dans un parti. Il annonce se consacrer désormais exclusivement à l'écriture. Les idées qu'il défend sont celles d'un écosocialiste républicain laïque, euro-critique et internationaliste. Il se déclare "hostile aux dérives communautaristes, indigénistes, racialistes de la gauche radicale".   
Vice-président du Conseil d'Administration des Amitiés Internationales André Malraux, il a donné des conférences sur Malraux et le Cambodge à Paris, à Collioure, à Banyuls, à Singapour, à Ho Chi Minh-Ville, à Phnom Penh, à Bangkok. Il est également membre de l'Association des Amis de Jorge Semprun.   

## Publications

### Monographies
- Propos sur la réforme de l’enseignement. Jodoigne, Gilles, 1968 (ouvrage inscrit au catalogue du Ministère belge de l’Éducation nationale et de la culture française, à partir de 1970), 312 p.
- Le financement public des partis politiques. Bruxelles, CRISP (Centre de recherche et d'information socio-politiques), 1982, 33 p.
- Le Parlement : une institution en crise. Bruxelles, CRISP, 1983, 66 p.
- Les Constitutions du Cambodge (1953-1993). Paris, La Documentation Française, 1994, 118 p.
- L'ONU et le citoyen - Avec une étude de cas : la Belgique et l'ONU.Préface de Pierre Galand, Paris, L'Harmattan, 1995, 175 p.
- The Cambodian Constitutions 1953-1993. Bangkok, White Lotus, 1995, 162 p.
- Chroniques Cambodgiennes, 1990-1994. Rapports au Forum International des ONG au Cambodge. Paris, L'Harmattan, 1995, 526 p.
- Les clés du Cambodge. Préface de Jean Lacouture. Paris, Maisonneuve et Larose, 1995, 328 p.
- Cambodge. Une presse sous pression. Paris, Reporters Sans Frontières, 1997,101p.
- The Cambodian Chronicles, 1989 - 1996. Volume I : Bungling a peace plan. Bangkok, White Lotus, 1998, 278 p.
- A.G.C.S. L’Accord Général sur le Commerce des Services ou comment revenir sur 200 ans de conquêtes politiques et sociales et recoloniser le Sud. Bruxelles : Oxfam Solidarité ; Paris, URFIG, 2003, 32 p.
- Les enjeux de Cancun. La 5e conférence ministérielle de l’OMC. Bruxelles : Oxfam Solidarité ; Paris : URFIG, 2003, 52 p.
- Europe : la trahison des élites. Paris, Fayard, 2004, 251 p.
- Quand l’Union européenne tue l’Europe. Douze questions sur le traité établissant une Constitution pour l’Europe qui met fin au modèle européen. Mosset, URFIG, 2004, 42 p.
- La proposition de directive Bolkestein. Bruxelles, CRISP, 2005, 68 p.
- Quelle Europe après le non ? Paris, Fayard, 2007,176 p.
- Menaces sur la civilisation du vin. Bruxelles, Éditions Aden, 2007, 77 p.
- Trente ans depuis Pol Pot : Le Cambodge de 1979 à 2009, Paris, l'Harmattan, 2010, 330 p. (ISBN 978-2-296-12345-8, lire en ligne)
- Khieu Samphan et les Khmers rouges, Préface de Robert Badinter, Editions Demopolis, 2011, 330 p.
- Le grand marché transatlantique. La menace sur les peuples d’Europe. Perpignan, Cap Bear Editions, 2014.
- Comment Malraux est devenu Malraux. De l'indifférence politique à l'engagement, Cap Bear Editions, 2015, 215p.
- La politique étrangère du Cambodge 1945-2020, Editions You-Feng, 2024, 441 p.[8]

Préfaces
Bernard WESPHAEL, Sauver l’Europe. Oser dire non à la Constitution européenne, Bruxelles, Editions Luc Pire, 2005.
Collectif, Europe Inc. Comment les multinationales construisent l’Europe et l’économie mondiale, préface intitulée Le gouvernement des lobbies : la gouvernance contre la démocratie, Marseille, Editions Agone, 2005.
Alain RUSCIO, Cambodge, an I, Paris, Les Indes savantes, 2008.

### Contributions à des ouvrages collectifs
- Cambodge : l'entreprise inachevée. Contribution à l'ouvrage collectif sous la direction de Marie-Claude Smouts, L'ONU et la guerre. La diplomatie en kaki. Paris-Bruxelles, Complexe, 1994, 159 p.
- Avant l'APRONUC, leçons à tirer. Contribution à l’ouvrage collectif sous la dir. du Général Jean COT, Opérations des Nations unies. Leçons de terrain : Cambodge, Somalie, Rwanda, ex-Yougoslavie. Paris, Fondation pour les Études de Défense, 1995, 390 p.
- Contribution à l’appareil critique de l’édition du tome II des œuvres complètes d’André Malraux, Paris, Gallimard, Bibliothèque de La Pléiade, 1996.
- Democratization in Cambodia. Contribution à l’ouvrage collectif sous la direction de Michèle SCHMIEGELOW, Democracy in Asia. Frankfurt, Campus Verlag et New York: St. Martin’s Press, 1997, 555 p.
- The 1993 UNTAC Election in the Prospect of the 1998 Cambodian Election. Contribution à l'ouvrage collectif sous la dir. de Kao KIM HOURN et Norbert von HAUFMANN, National Elections: Cambodia's Experiences & Expectations. Phnom Penh, Cambodian Institute for Cooperation and Peace, 1998, 172 p.
- Démocratie et citoyenneté en Asie : le cas du Cambodge. Contribution à l’ouvrage collectif sous la direction de Dominique ROZENBERG et Patrick ABEELS, Droits de l’Homme & Démocratie ; Relativité ou universalité ? Bruxelles, Ligue des Droits de l’Homme et Solidarité Socialiste, 1998, 135 p.
- Les nouvelles formes du colonialisme européen. Contribution à l'ouvrage collectif L'Accord de Cotonou - Les habits neufs de la servitude. Bruxelles, Éditions Colophon, Collection Essais, 2002, 128 pages.
- Coauteur du « Manifeste des progressistes pour une Europe solidaire ». Bruxelles, septembre 2002.
- International Co-operation in the Drafting of the 1993 Constitution. Contribution aux actes du symposium international consacré au « Constitutionalisme cambodgien » et organisé conjointement par la Faculté de Droit et de Sciences économiques de Phnom Penh et l’Université de Nagoya (Japon), à Phnom Penh, 10-11 janvier 2003.
- Nouveaux pouvoirs, nouveaux contre-pouvoirs. Contribution à l’ouvrage collectif Mondialisation des résistances. L’état des luttes 2004. Paris, Éditions Syllepse, 2004, 311 p.
- Mondialisation libérale contre droits humains fondamentaux. Contribution à l’ouvrage collectif La santé mondiale entre racket et bien public, sous la dir. e François-Xavier Verschave. Paris, Éditions Charles Léopold Meyer, 2004.
- Pour une mondialisation régulée : réformer l’OMC, oui, mais comment ? Contribution à l’ouvrage collectif L’Autre Campagne, sous la dir. de Georges Debrégéas et Thomas Lacoste, préface de Lucie et Raymond Aubrac. Paris, La Découverte, 2007, 292 p.
- Les chemins pour une autre Europe. Contribution à l’ouvrage collectif Un autre monde en marche, sous la dir. de Patrick Silberstein. Paris, Coédition Le Diable Vauvert/Syllepse, 2007, 256 p.

### Ouvrages en collaboration
- Enquête sur une entreprise de la mort. Monsanto, l’agent orange et les guerres américaines. Contribution au livre d’Isabelle DELFORGE, Nourrir le monde ou l’agrobusiness. Enquête sur Monsanto. Bruxelles-Genève-Paris, Magasins du Monde Oxfam - Oxfam Solidarité - Déclaration de Bernes - Orcades, 2000, 117 p.
- L’AGCS. Quand les États abdiquent face aux multinationales. En collaboration avec Laurence KALAFATIDES, Paris, Raisons d’Agir, 2007, 105 p.

### Dossiers réalisés pour l'UNESCO
- L'action des ONG cambodgiennes dans le domaine des droits humains. Phnom Penh, Bureau de l'UNESCO au Cambodge, octobre 1997, 34 p.
- Vers une culture de la Paix au Cambodge, 25 projets pour un programme national, Phase I.1998-2000. Phnom Penh, Bureau de l'UNESCO au Cambodge, mai 1998, 71 p.
- Une fenêtre ouverte sur l'avenir. Les priorités de la jeunesse cambodgienne. Résultats d'une enquête auprès de 120 000 jeunes scolarisés. Phnom Penh, Bureau de l'UNESCO au Cambodge, juin 1998, 88 p.